# Strada statale 61 Liburnica
La strada statale 61 Liburnica (SS 61) era una strada statale italiana locata nel territorio appartenuto all'Italia tra le due guerre mondiali, più precisamente nel periodo tra il trattato di Rapallo del 12 novembre 1920 ed il trattato di Parigi del 10 febbraio 1947.
L'itinerario partiva da Dignano d'Istria, passava per Albona, Fianona, Abbazia, per poi innestarsi sulla strada statale 14 della Venezia Giulia. In un certo senso collegava tale statale con la strada statale 15 Via Flavia, passante proprio da Dignano d'Istria nel suo tratto conclusivo che la portava a Pola; le due più importanti arterie dell'Istria di allora venivano unite con un collegamento diretto tra l'area di Pola e quella di Fiume, le due città più importanti della stessa regione.
Nel 1947 l'intera area è passata sotto giurisdizione jugoslava e appartiene oggi alla Croazia ed è stata ridenominata 66.

## Storia
La strada statale 61 venne istituita nel 1928 con il seguente percorso: "Dignano - Albona - Fianona - Abbazia, innesto con la n. 14."

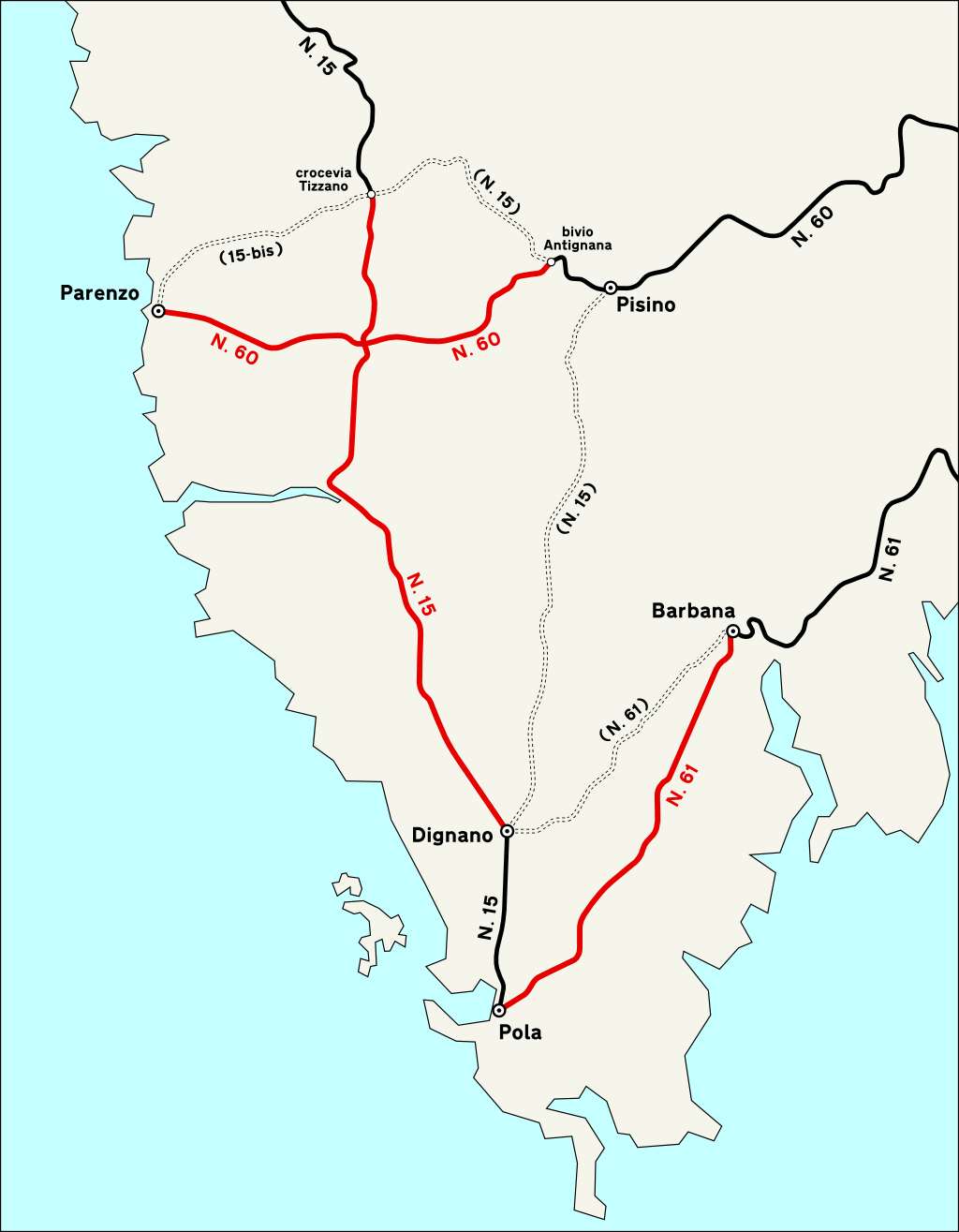
Mappa delle modifiche alla rete delle strade statali istriane in seguito al R.D. 23 novembre 1936, n. 2177

Nel 1936 il tracciato della strada venne modificato, abbandonando il tratto iniziale da Dignano a Barbana, che venne sostituito da un nuovo tracciato più diretto da Pola a Barbana.